# Diego Luna
Diego Luna Alexander ([ˈdjeɣo ˈluna alekˈsandeɾ]) est un acteur, réalisateur et scénariste mexicano-britannique, né le 29 décembre 1979 à Mexico.

## Biographie

### Jeunesse
Diego Luna Alexander est le fils de Fiona Alexander, une créatrice de costumes britannique, et de Alejandro Luna, un scénographe mexicain de cinéma, de théâtre et d'opéra, ce qui lui permet de grandir dans le milieu du spectacle. Il est âgé de deux ans lorsque sa mère décède dans un accident de voiture. Encouragé par son père, il participe durant son adolescence à divers feuilletons télévisés.

### Débuts d'acteur au Mexique (années 1990)
En 1989, Diego Luna apparaît dans son premier feuilleton Carrusel. Il enchaîne ensuite les séries télévisées telles que El Abuelo y yo (1992), El Premio mayor (1995), El Amor de mi vida (1998), La Vida en el espejo (1999) avant de passer au cinéma. Depuis ses débuts dans le court métrage The Last New Year (El Último fin de año) (1991) (couronné à l’Oscar du meilleur film d’étudiant), il a tourné dans des films comme Soldados de Salamina de David Trueba, Amber (Ámbar) (1994) de Luis Estrada, Vampires 2 : Adieu vampires (Vampires: Los Muertos) (2001) de Tommy Lee Wallace, Gimme the Power (Todo el poder) (1999) de Fernando Sarinana, L'Année de la comète (El Cometa) (1999) de Marisa Sistach, A Trickle of Blood (Un Hilito de sangre) (1995) d’Erwin Neumaier, A Sweet Scent of Death (Un Dulce olor a muerte) (1999) de Gabriel Retes, ainsi que de nombreux courts métrages d’étudiants du Centre Universitaire d’Études Cinématographiques du Mexique (CUEC).

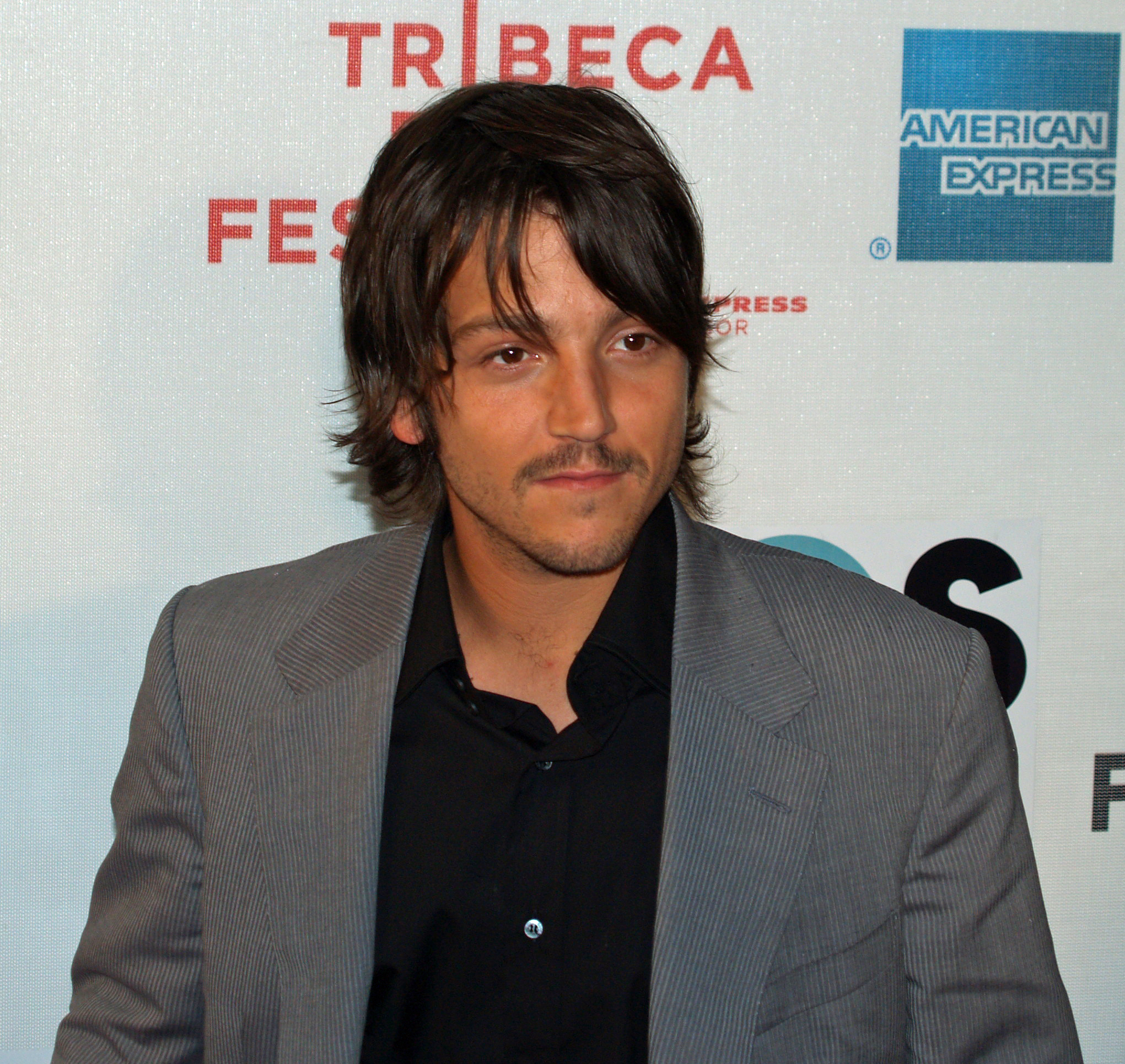
L'acteur à la première de son premier film comme réalisateur, le documentaire Chavez au Festival du Film de Tribeca 2007.

Il est déjà une star dans son Mexique natal lorsque le public international le découvre en 2001 avec le succès du film Y tu mamá también d’Alfonso Cuarón, qui lui vaut le prix Marcello Mastroianni au Festival de Venise 2001 et le prix du meilleur acteur au Festival international de Valdivia.

### Seconds rôles à Hollywood et réalisation (années 2000)

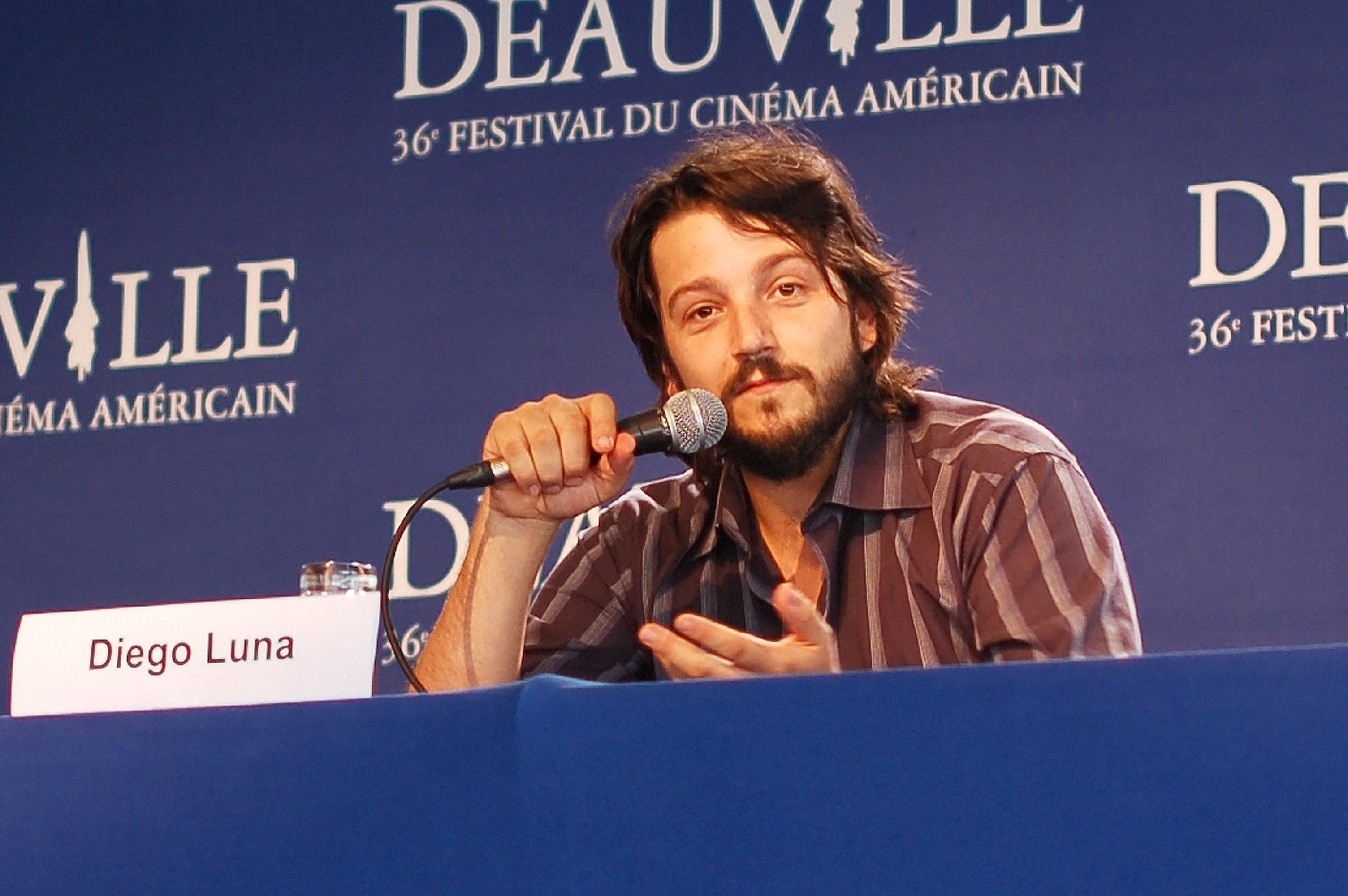
L'acteur à la première de son deuxième film comme réalisateur, le drame Abel, au Festival du cinéma américain de Deauville 2010.

S'il apparaît déjà en 2000 dans le drame Avant la nuit, de Julian Schnabel puis en 2002 dans le biopic Frida, de Julie Taymor, porté par Salma Hayek, il enchaîne les projets américains à partir de l'année suivante :  le western Open Range (2003) de Kevin Costner et Le Terminal, (2003) de Steven Spielberg, dans le rôle d’Enrique, l’amoureux transi. Par ailleurs, il partage l'affiche de la comédie romantique musicale Dirty Dancing 2 avec Romola Garai.
Il revient aussi aux productions hispanophones, portant le drame indépendant Nicotina, d'Hugo Rodríguez (pour lequel il gagna le Prix Ariel du meilleur acteur), puis le mélodrame Solo Dios Sabe, de Carlos Bolado, avec Alice Braga.
Parallèlement, il se distingue sur les planches avec la pièce De Película La Tarea (d’après le film de Jamie Hubmerto Hermosillo), Molière de Sabina Berman, El Cantaro Roto (pour lequel l’Association des Critiques du Mexique lui décerna le prix du meilleur espoir masculin 1996-97) et The Complete Works of William Shakespeare (meilleur acteur comique 2001-02), dont il était aussi producteur.
En 2006, s'il continue à tourner au Mexique, il s'investit aussi à Hollywood : il seconde ainsi Danny Huston pour le thriller américain Fade to Black, d’Oliver Parker ; puis sort en 2007 le drame indépendant Mister Lonely, écrit et réalisé par Harmony Korine, dont il partage l'affiche avec Samantha Morton. Puis, il évolue dans un film remarqué, le biopic Harvey Milk, réalisé par Gus Van Sant, où il joue Jack Lira, un des amants d'Harvey Milk.
Par ailleurs, il s'essaie à la réalisation : après un documentaire consacré à César Chávez sorti en 2007, il dévoile trois ans plus tard son premier film de fiction comme réalisateur, le drame indépendant Abel.
La décennie suivante le voit passer à des productions plus commerciales.

### Carrière internationale (années 2010)

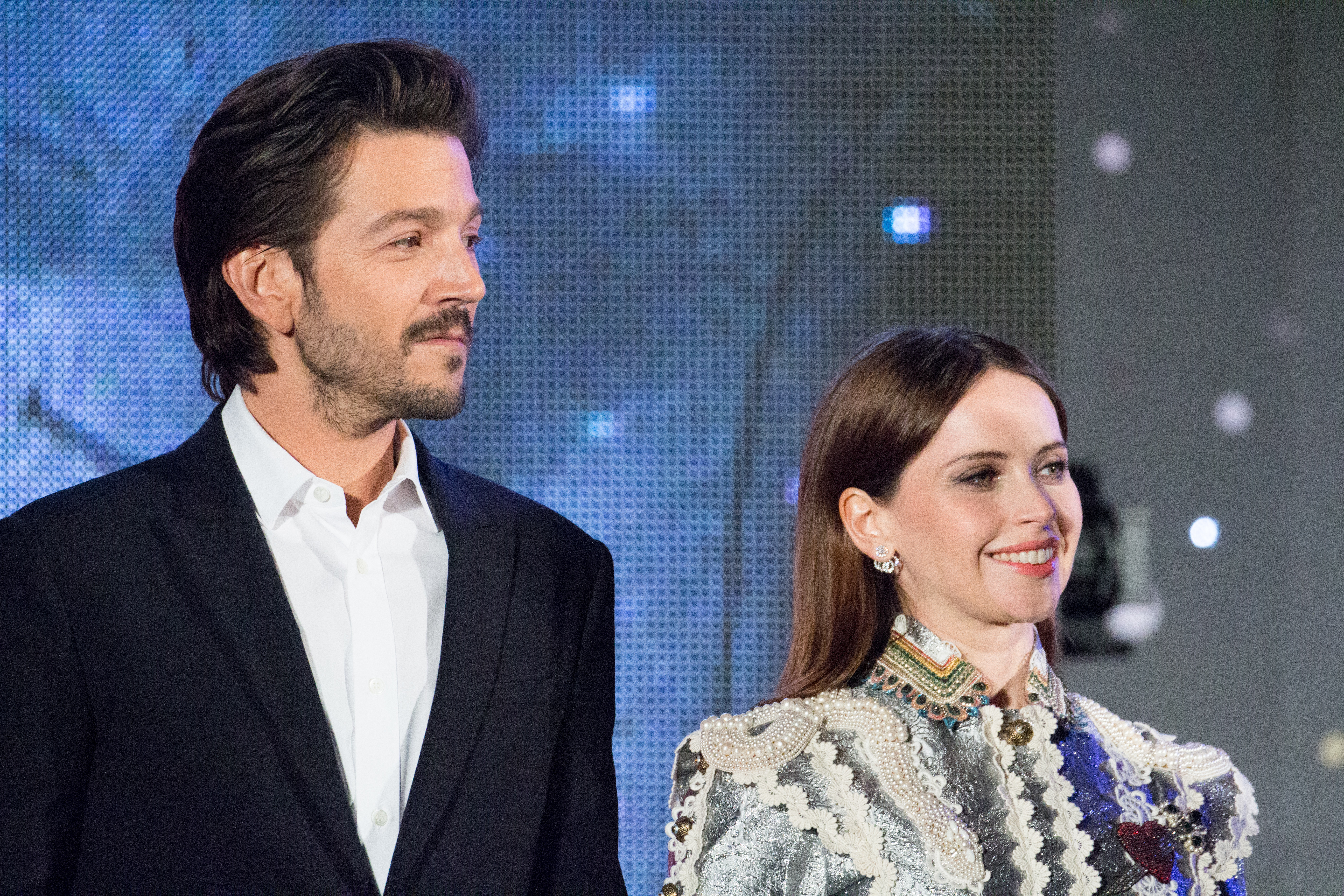
L'acteur aux côtés de Felicity Jones, à la première japonaise de Rogue One: A Star Wars Story, en décembre 2016.

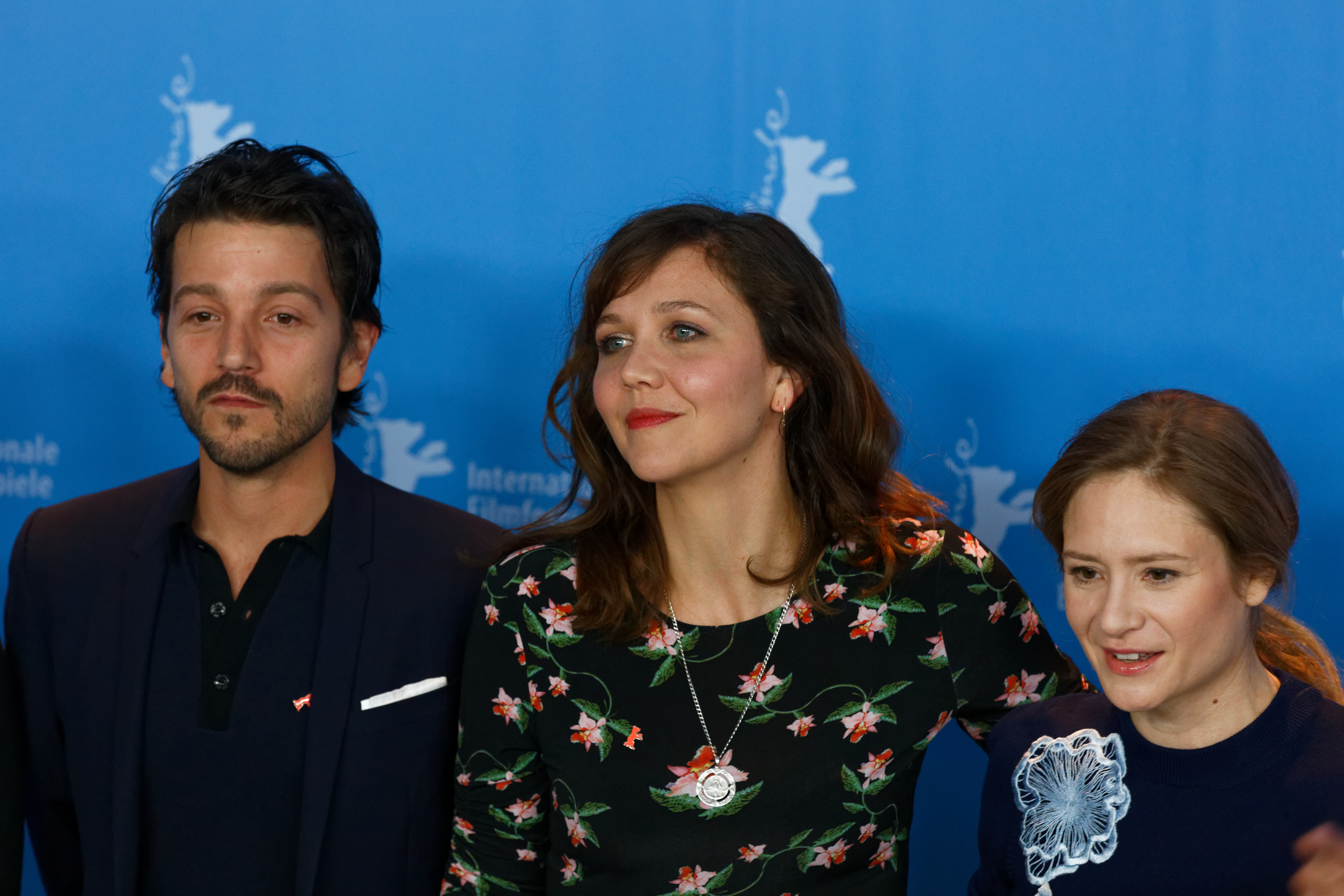
L'acteur aux côtés de Maggie Gyllenhaal et Julia Jentsch, membres du jury de la Berlinale 2017.

En 2011, il apparaît dans le clip The One That Got Away, de Katy Perry, qui fait connaître son visage à une audience mondiale. L'année suivante, il joue dans le film d'action Contrebande, porté par Mark Wahlberg et Kate Beckinsale. Puis, en 2013, il apparaît dans le blockbuster de science-fiction Elysium, écrit et réalisé par Neill Blomkamp, avec la star Matt Damon.
Mais c'est l'année 2016 qui le lance : en mai, il est membre du jury Un certain regard sous la présidence de Marthe Keller lors du 69e Festival de Cannes mais il défend aussi en séance de Minuit, comme acteur, le film d'action Blood Father, réalisé par Jean-François Richet, qui marque le retour de la star déchue Mel Gibson. Il joue ensuite dans le thriller The Bad Batch, d'Ana Lily Amirpour, rendu disponible sur Netflix. Enfin, il conclut l'année avec la sortie du blockbuster Rogue One: A Star Wars Story, premier film dérivé de la saga Star Wars. L'acteur y seconde l'Anglaise Felicity Jones, sous la direction de Gareth Edwards.
En février 2017, il est annoncé au jury international du 67e Festival de Berlin, sous la présidence du réalisateur Paul Verhoeven. Quelques mois plus tard, il est tête d'affiche du thriller de science-fiction L'Expérience interdite : Flatliners, de Niels Arden Oplev. L'acteur y a pour partenaires Elliot Page et Nina Dobrev. Le 19 décembre 2017, il est annoncé en tant qu'acteur dans une série dérivée de Narcos, intitulée Narcos: Mexico et produite par Netflix. Cette dernière sortira en 2018 et sera centrée sur le cartel de Guadalajara.
L'année 2018 est marquée par la diffusion de cette saison, mais l'acteur tient aussi un second rôle dans le nouveau film de l'oscarisé Barry Jenkins, intitulé Si Beale Street pouvait parler. Cependant, la sortie du nouveau film de Woody Allen, A Rainy Day in New York, voit sa sortie annulée.
Le 8 novembre 2018, il est annoncé que l'acteur reprendra son rôle de Cassian Andor pour une série télévisée dérivée de Star Wars, centrée sur le personnage qu'il a joué dans le film préquel Rogue One: A Star Wars Story.
Début 2019 sort le film à sketchs Berlin, I Love You.

### Vie privée
Le 5 février 2008, Diego Luna épouse Camila Sodi, actrice et chanteuse mexicaine. Ils ont deux enfants, Jerónimo né à Los Angeles le 12 août 2008, et Fiona, née le premier juillet 2010. Ils divorcent en 2013.
Entre 2016 et 2017, il est en couple avec Suki Waterhouse rencontrée sur le tournage du film The Bad Batch.

## Filmographie

### En tant qu’acteur

#### Films
- 1994 : Ámbar de Luis Estrada : Muni Frahabarana
- 1995 : Morena de Jorge Ramírez Suárez : Dos
- 1995 : Un hilito de sangre  d’Erwin Neumaier : León
- 1999 : L'Année de la comète (El cometa) de José Buil et Marisa Sistach : Victor
- 1999 : Un dulce olor a muerte  de Gabriel Retes : Ramón
- 2000 : Todo el poder de Fernando Sariñana : Esteban
- 2000 : Avant la nuit (Before Night Falls) de Julian Schnabel : Carlos
- 2001 : Y tu mamá también d’Alfonso Cuarón : Tenoch Iturbide
- 2001 : Atlético San Pancho de Gustavo Loza : le facteur
- 2002 : Ciudades oscuras de Fernando Sariñana : Fede
- 2002 : Frida de Julie Taymor : Alejandro « Alex »
- 2002 : Vampires 2 : Adieu vampires (Vampires: Los Muertos) de Tommy Lee Wallace : Sancho
- 2003 : Soldados de Salamina de David Trueba : Gastón
- 2003 : Carambola de Kurt Hollander : El Perro
- 2003 : Open Range de Kevin Costner : John « Button » Weatheral
- 2003 : Nicotina de Hugo Rodríguez : Lolo
- 2004 : Dirty Dancing 2 de Guy Ferland : Javier Suarez
- 2004 : Le Terminal (The Terminal) de Steven Spielberg : Enrique Cruz
- 2004 : Criminal de Gregory Jacobs : Rodrigo
- 2006 : Sólo Dios sabe de Carlos Bolado : Damián
- 2006 : Un mundo maravilloso de Luis Estrada : le journaliste à Stockholm
- 2006 : Fade to Black d’Oliver Parker : Tommaso Moreno
- 2007 : El búfalo de la noche de Jorge Hernández Aldana : Manuel
- 2007 : Mister Lonely de Harmony Korine : Michael Jackson
- 2008 : Harvey Milk de Gus Van Sant : Jack Lira
- 2008 : Venganza (Solo quiero caminar) d’Agustín Díaz Yanes : Gabriel
- 2008 : Rudo y Cursi de Carlos Cuarón : Beto
- 2012 : Contrebande (Contreband) de Baltasar Kormákur : Gonzalo
- 2012 : Casa de mi Padre de Matt Piamonte : Raul
- 2013 : Elysium de Neill Blomkamp : Julio
- 2014 : La Légende de Manolo (The Book of Life) de Jorge R. Gutierrez : Manolo (voix)
- 2014 : Me quedo contigo d’Artemio Narro : Esteban
- 2016 : Blood Father de Jean-François Richet : Jonah
- 2016 : Rogue One: A Star Wars Story de Gareth Edwards : le capitaine Cassian Andor
- 2017 : The Bad Batch d'Ana Lily Amirpour : Jimmy
- 2017 : L'Expérience interdite : Flatliners (Flatliners) de Niels Arden Oplev : Ray
- 2018 : Si Beale Street pouvait parler (If Beale Street Could Talk) de Barry Jenkins : Pedrocito
- 2019 : Berlin, I Love You : Drag Queen
- 2019 : Un jour de pluie à New York (A Rainy Day in New York) de Woody Allen : Francisco Vega
- 2025 : Kiss of the Spider Woman de Bill Condon : Valentin Arregui / Armando

#### Courts métrages
- 1991 : El último fin de año de Javier Bourges
- 1997 : 1,2,3 por mi de Lucía Gajá
- 1999 : Perriférico de Paula Markovitch
- 2001 : Todos los aviones del mundo de Lucía Gajá
- 2011 : Katy Perry: The One That Got Away de Floria Sigismondi

#### Téléfilms
- 2002 : Fidel de David Attwood : Renato Guitart
- 2015 : Casanova de Jean-Pierre Jeunet : Giacomo Casanova (pilote de série avortée)

#### Séries télévisées
- 1989 : Carrusel (saison 1, épisode 1)
- 1992 : El abuelo y yo : Luis (3 épisodes)
- 1992 : Ángeles sin paraíso : Móises (3 épisodes)
- 1995 : El premio mayor : Quique (3 épisodes)
- 1998 : El amor de mi vida : Claudio (saison 1, épisode 1)
- 1999 : La vida en el espejo : Eugenio Román Franco (saison 1, épisode 1)
- 2010 : Gritos de muerte y libertad : Guadalupe Victoria (2 épisodes)
- 2013 : American Dad! : Mauricio (saison 9, épisode 2)
- 2018 : Chasseurs de trolls (Trollhunters) : Krel (saison 3, épisode 9)
- 2018-2020 : Narcos: Mexico : Miguel Ángel Félix Gallardo
- 2019 : Le Trio venu d'ailleurs : Les Contes d'Arcadia (3 Below) : Prince Krel Tarron
- 2020 : Mages et Sorciers : Les Contes d'Arcadia (Wizard) : Prince Krel Tarron
- 2022-2025 : Andor : Cassian Andor (rôle principal, 2 saisons)

### En tant que réalisateur

#### Films
- 2007 : J.C. Chávez (documentaire)
- 2010 : Abel
- 2010 : Revolución (séquence Pacífico)
- 2014 : César Chávez
- 2016 : Mr. Pig

#### Courts métrages
- 2013 : Drifting Part 1
- 2015 : Nana

#### Série télévisée
- 2013 : Back Home : Mauricio (documentaire)

### En tant que scénariste

#### Films
- 2010 : Abel de Diego Luna
- 2016 : Mr. Pig de Diego Luna

#### Courts métrages
- 2015 : Nana de Diego Luna
- 2015 : Crush

## Distinctions

### Récompenses
- MTV Movie Awards latino-américains (en) 2002 :
  - Meilleure insulte partagé avec Gael García Bernal pour Y tu mamá también
  - Meilleur baiser partagé avec Maribel Verdú et Gael García Bernal pour Y tu mamá también
- Festival international du film de Valdivia 2002 :
  - Prix Marcello Mastroianni Award avec Gael García Bernal pour Y tu mamá también
  - Prix du meilleur acteur partagé avec Gael García Bernal pour Y tu mamá también
- MTV Movie Awards, Mexico 2004 :
  - Meilleur acteur pour Nicotina
  - Meilleur acteur pour Open Range
  - Meilleur acteur pour Soldados de Salamina
- Premio Ariel 2009 : meilleur acteur pour Rudo et Cursi
- Prix du Círculo de Escritores Cinematográficos 2009 : meilleur acteur pour Venganza
- Goya Awards 2009 : meilleur acteur pour Venganza
- Critics Choice Awards 2009 : meilleure distribution pour Harvey Milk
- Screen Actors Guild Awards 2009 : meilleure distribution pour Harvey Milk
- Premio Ariel 2011 : Meilleur film et meilleur scénario (partagé avec Augusto Mendoza) pour Abel
- Imagen Foundation Awards 2012 : meilleur acteur pour Casa de mi Padre

### Nominations
- Premio Ariel 2011 : meilleur réalisateur pour Abel
- Golden Globes 2023 : Meilleur acteur dans une série dramatique pour Andor
- Golden Globes 2025 : Meilleur acteur dans un second rôle dans une série, une mini-série ou un téléfilm pour La Máquina

## Voix francophones
En version française, Diego Luna est notamment doublé à ses débuts par Rémi Bichet dans Frida, Dirty Dancing 2 et Rudo y Cursi, ainsi que par Marc Saez dans Le Terminal et Criminal. Il est également doublé par Emmanuel Garijo dans Open Range, Maurice Decoster dans Venganza, Victor Costa dans Harvey Milk et Jérôme Pauwels dans Casa de mi Padre.
À partir de 2013, Benjamin Penamaria devient sa voix la plus régulière, le doublant dans Elysium, Blood Father, Un jour de pluie à New York et Wander Darkly. Parallèlement, il est doublé par Jean-Christophe Dollé dans Rogue One: A Star Wars Story et Andor mais aussi par Benjamin Pascal dans L'Expérience interdite : Flatliners.